# Asangi, Badami
Asangi là một làng thuộc tehsil Badami, huyện Bagalkot, bang Karnataka, Ấn Độ.